# 友谊社
友谊社（英语：Filiki Eteria / Society of Friends；希腊语：Φιλική Εταιρεία / Εταιρεία των Φιλικών）是18世纪的一个秘密组织，目的为推翻奥斯曼帝国对希腊的统治和建立一个独立的希腊国家。组织成员多为来自年轻的法那尔希腊人。亚历山大·叶斯兰蒂斯是其中一位领袖。这个组织在1821年春天发动希腊独立战争。

## 建立
由于对希腊脱离鄂图曼帝国统治的强烈愿望以及来自欧洲各地类似的秘密组织的明确影响，1814年，三个希腊人聚集在敖德萨商议建立友谊社，一个模仿共济会形式的秘密组织。组织的成立目的是将全体希腊人团结在一个武装组织里面，以推翻鄂图曼帝国对希腊的统治。三位创办人分别是来自阿尔塔州的尼古勞斯·斯庫法斯，来自帕特莫斯的埃曼努伊爾·漢索斯，以及来自约阿尼纳的阿薩納西奧斯·特斯卡洛夫。不久，他们招揽了第四位成员，来自Andritsaina的Panagiotis Anagnostopoulos。